# Philoneptunus gigas
Philoneptunus gigas är en kräftdjursart som beskrevs av Jellinek och Swanson 2003. Philoneptunus gigas ingår i släktet Philoneptunus och familjen Trachyleberididae. Inga underarter finns listade i Catalogue of Life.